# Stanisław Töpfer

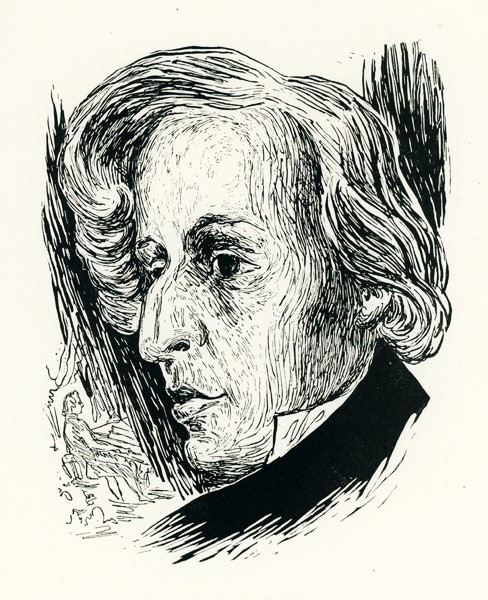
Fryderyk Chopin – drzeworyt Stanisława Töpfera, 1948

Stanisław Töpfer (ur. w 1917 w Wadowicach, zm. w 1975) – polski grafik, ilustrator i projektant opracowań plastycznych książek.

## Życiorys
W latach 1936–1939 kształcił się w Państwowym Instytucie Sztuk Plastycznych w Krakowie. Należał do krakowskiej formacji artystycznej – „Grupa 9 Grafików”, działającej w okresie 1947–1960. Było to pierwsze polskie ugrupowanie plastyczne powstałe tuż po II wojnie światowej i jednocześnie pierwsze, kontynuujące przedwojenne tradycje grafiki artystycznej. Niemniej twórczość „Dziewiątki” w latach 1949–1953 pozostawała pod wpływem ideologiczno-propagandowej stylistyki socrealizmu.
Od 1955 przez wiele lat był kierownikiem artystycznym pracowni graficznej Wydawnictwa Iskry. W 1964 podjął współpracę z Doświadczalną Oficyną Graficzną (DOG). W późniejszym okresie został desygnowany na członka komitetu organizacyjnego i komisji kwalifikacyjnej do „Pierwszej Ogólnopolskiej Wystawy Znaków Graficznych”, która wiosną 1969 odbyła się w Warszawie. Wybrano 335 projektów, które najlepiej opisywały specyfikę dokonań projektowych tamtych czasów. Udział w wystawie wzięli najlepsi polscy graficy, a duża liczba logotypów nie poddała się upływowi czasu.
W swojej twórczości zajmował się ulubionym drzeworytem i grafiką warsztatową, ale więcej czasu poświęcał grafice użytkowej. Projektował ilustracje i opracowania graficzne książek, oraz sporadycznie pocztówki. Współpracował z kilkoma wydawnictwami.
Był dwukrotnie odznaczany. Otrzymał Złoty Krzyż Zasługi w 1955 i Krzyż Kawalerski Orderu Odrodzenia Polski w 1969.

## Wybrana twórczość

### Grafika
- Kolekcjoner lub Znawca, 1947
- Chopin, 1948
- Łódź, 1949
- Mościce, 1949
- Poznań, 1949
- Montaż przęsła mostowego, 1949
- Ex-libris • Dom Książki • Cracovia 600 lat księgarstwa polskiego 1364–1964, 1964

### Ilustracje i opracowania graficzne książek
- Kim chcę być, aut. Jewgienij Permiak, wyd. Nasza Księgarnia, 1951
- Kamienny step (okładka), aut. N. Aleksandrow, wyd. Książka i Wiedza, 1951
- Oddycham morzem, aut. Franciszek Fenikowski, wyd. Książka i Wiedza, 1952
- Herkulesy, aut. Jerzy Stefan Stawiński, wyd. Iskry, 1953
- Wyspa skarbów, aut. Robert Louis Stevenson, wyd. Iskry, 1953
- Drewniany różaniec aut. Natalia Rolleczek, wyd. Iskry, 1953
- Wyga (okładka), aut. Jack London, wyd. Iskry, 1954
- Wiersze, aut. Jan Kochanowski, wyd. Nasza Księgarnia, 1954
- Dziesięciu małych przyjaciół, aut. Szen Pchang-Fei, wyd. Nasza Księgarnia, 1954
- Najdziksze serca, aut. James Oliver Curwood, wyd. Iskry, 1955
- Dujawica, aut. Maria Kann, wyd. Nasza Księgarnia, 1956
- O czterech warszawskich pstroczkach, aut. Irena Jurgielewiczowa, wyd. Nasza Księgarnia, 1956
- Wyspa skarbów, aut. Robert Louis Stevenson, wyd. III, Iskry, 1957
- Słoń Birara, aut. F. A. Ossendowski, wyd. Nasza Księgarnia, 1958
- Czarna strzała aut. Robert Louis Stevenson, wyd. Iskry, 1958
- Kajtek warszawski szpak, aut. Irena Jurgielewiczowa, wyd. Nasza Księgarnia, 1958
- Iskry z popiołów, aut. różni, wyd. Nasza Księgarnia, 1959
- Krzyżacy (seria drzeworytów), aut. Henryk Sienkiewicz, wyd. PIW, 1960
- Iskry z popiołów • Seria II, aut. różni, wyd. Nasza Księgarnia, 1960
- Porwany za młodu, aut. Robert Louis Stevenson, wyd. Iskry, 1963
- Ciekawa historia ONZ (okładka), aut. Edmund J. Osmańczyk, wyd. Iskry, 1963
- Wirgińczyk, aut. Owen Wister, wyd. Iskry, 1964
- Jeździec bez głowy, aut. Mayne Reid, wyd. Iskry, 1966
- Stanisław Moniuszko – „Straszny Dwór” – opera w czterech aktach, opr. Zbigniew Krawczykowski, wyd. Teatr Wielki, 1967
- Kochanek Justyny w Warszawie, aut. Janina Siwkowska, wyd. Książka i Wiedza, 1967
- Owcze ścieżki, aut. Maria Kann, wyd. Nasza Księgarnia, 1968
- Tajemnica Sędziwoja, aut. Jadwiga Żylińska, wyd. KAW, 1975
- Cienie nad pampą, aut. Eduard Klein, wyd. Nasza Księgarnia, 1976

### Pocztówki
- Warszawa • Stare Miasto – widok od strony Wisły (drzeworyt)
- Gdańsk • Stare Miasto (drzeworyt)
- Wrocław – Ratusz (drzeworyt) – wspólnie z Adamem Młodzianowskim

## Upamiętnienie
W 1982 odbyła się w Narodowej Galerii Sztuki Zachęta w Warszawie wystawa jego prac. Z tej okazji wydano katalog Stanisław Töpfer 1917–1975 z okolicznościowymi tekstami Jana Józefa Szczepańskiego, Adama Ryszkiewicza i Wiesławy Wierzchowskiej, jego życiorysem, listą wystaw oraz licznymi ilustracjami.